# Hardouin de Péréfixe de Beaumont

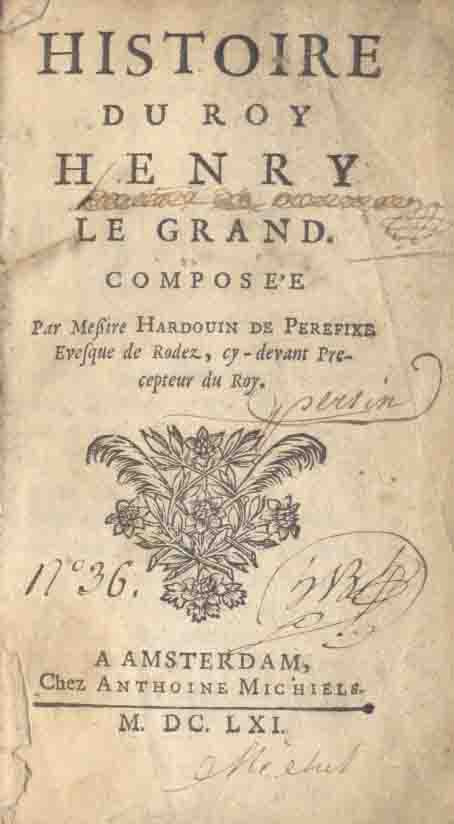
Titelblad van Hardouins Histoire du roy Henry le Grand

Paul Philippe Hardouin de Beaumont de Péréfixe (Beaumont, 1606 - Parijs, 1 januari 1671) was een Frans historicus en aartsbisschop.
Hij was de zoon van de "maître d'hotel" van Richelieu en studeerde aan de Universiteit van Poitiers en in Parijs, waar hij een doctoraat behaalde aan de Sorbonne. In 1644 werd hij preceptor van Lodewijk XIV, die hem ook aanstelde tot zijn biechtvader. In 1649 werd hij bisschop van Rodez en in 1654 werd hij opgenomen in de Académie française. Hij bestreed het jansenisme en publiceerde in 1644 een ordonnantie pour la signature du formulaire de foi, dressé en exécution des constitutions de nos Saints-Pères les papes Innocent X et Alexandre VII met de bedoeling de geestelijken van Port-Royal-des-Champs te verplichten een verklaring te ondertekenen waarin zij het jansenisme afzwoeren. 
Ten behoeve van de jonge  Lodewijk XIV schreef hij in 1661 de Histoire du roy Henry le Grand en Hardouin de Péréfixe de Beaumont werd in 1662 door Lodewijk XIV voorgedragen als nieuwe aartsbisschop van Parijs. Door een geschil tussen de Franse koning en paus Alexander VII ging zijn benoeming echter niet door. In 1664 werd hij eindelijk benoemd tot aartsbisschop nadat de banden tussen Parijs en Rome zijn hersteld door het Verdrag van Pisa. Hij werd al meteen geconfronteerd met een geschil met Rome, wanneer de Sorbonne een boek van Mathieu de Moya over de pauselijke onfeilbaarheid veroordeelde. In 1667 liet hij de opvoeringen van Tartuffe van Molière verbieden.  
- Bibsys: 4009654
- Biblioteca Nacional de España: XX1065613
- Bibliothèque nationale de France: cb12180954p (data)
- CiNii: DA10851252
- Gemeinsame Normdatei: 124290736
- International Standard Name Identifier: 0000 0000 8137 8953
- Library of Congress Control Number: nr97001924
- Nationale Bibliotheek van Tsjechië: mzk2003195875
- Nationale bibliotheek van Australië: 35172968
- Nationale Bibliotheek van Israël: 987007292082105171
- Nationale en Universitaire bibliotheek Zagreb: 000374195
- Nederlandse Thesaurus van Auteursnamen: 071158073
- Réseau des bibliothèques de Suisse occidentale: 02-A003719044
- LIBRIS: 274025
- Système universitaire de documentation: 030384230
- Trove: 851574
- Union List of Artist Names: 500353899
- Virtual International Authority File: 59127102
- WorldCat: E39PBJht3dkxtKxRVjkbTDTvHC